# Unisaari (ö i Södra Savolax, Nyslott, lat 61,72, long 28,50)
Unisaari är en ö i Finland. Den ligger i sjön Pihlajavesi och i kommunen Sulkava i den ekonomiska regionen  Nyslotts ekonomiska region  och landskapet Södra Savolax, i den sydöstra delen av landet, 250 km nordost om huvudstaden Helsingfors. Öns area är 12 hektar och dess största längd är 0,7 kilometer i nord-sydlig riktning.